# مسیحیت در استرالیا

وابستگی‌های مذهبی عمده در استرالیا بر اساس سال سرشماری

مسیحیت در استرالیا (انگلیسی: Christianity in Australia) مسیحیت بزرگ‌ترین دین در استرالیا است که در مجموع ۴۳٫۹٪ از جمعیت سراسر کشور با یک فرقه مسیحی شناسایی می‌شوند. حضور مسیحیت در استرالیا با تأسیس اولین مستعمره بریتانیا در نیو ساوت ولز در سال ۱۷۸۸ مصادف شد.
ردپای مسیحی در جامعه و فرهنگ استرالیا همچنان گسترده‌است، به ویژه در زمینه‌های رفاه اجتماعی و ارائه آموزش و در برگزاری جشن‌هایی مانند عید پاک و کریسمس. اگرچه قانون اساسی استرالیا در سال ۱۹۰۱ از آزادی ادیان و جدایی دین از دولت محافظت می‌کند، کلیسای انگلستان در اوایل دوره استعمار، زمانی که کلیسای کاتولیک سرکوب شد و فرقه‌گرایی تا قرن بیستم یکی از ویژگی‌های سیاست استرالیا بود، از امتیازات قانونی برخوردار بود، همان‌طور که کلیسا و دولت در تلاش برای تبدیل جمعیت بومی به مسیحیت بودند.

## تاریخ

### معرفی مسیحیت
قبل از تماس با اروپا، بومیان استرالیا آداب و رسوم دین آنیمیست‌های، روزگار رؤیا را انجام می‌دادند. کاتولیک‌های پرتغالی و اسپانیایی و پروتستان‌های هلندی و انگلیسی از قرن هفدهم به آب‌های استرالیا وارد شدند.
در میان اولین کاتولیک‌هایی که استرالیا را دیدند، خدمه یک سفر اسپانیایی در سال‌های ۱۶۰۵–۱۶۰۶ بودند. در سال ۱۶۰۶، رهبر اکسپدیشن، پدرو فرناندز دی کویروس، در هبریدز نو فرود آمد و با اعتقاد به این که قاره افسانه ای جنوبی است، نام آن را «سرزمین جنوبی روح القدس» گذاشت: Austrialis del Espiritu Santo در اواخر همان سال، معاون او لوییز تورس از طریق تنگه تورس استرالیا حرکت کرد. دریانورد انگلیسی جیمز کوک در سال ۱۷۷۰ گزارشی از سواحل شرقی حاصلخیز استرالیا تهیه کرد و در نهایت تضمین کرد که بنیادهای مسیحی استرالیا منعکس کننده فرقه‌های بریتانیایی (با اکثریت پروتستان و عمدتاً اقلیت ایرلندی و کاتولیک) باشد.
حضور دائمی مسیحیت در استرالیا با ورود اولین ناوگان کشتی‌های محکومان بریتانیا به سیدنی در سال ۱۷۸۸ آغاز شد. کشیش ریچارد جانسون از کلیسای انگلستان به عنوان کشیش ناوگان و شهرک‌سازی مجوز دریافت کرد. در اوایل دوران استعمار، روحانیون کلیسای انگلستان از نزدیک با فرمانداران همکاری می‌کردند. جانسون توسط فرماندار، آرتور فیلیپ به بهبود «اخلاق عمومی» در مستعمره مشغول شد، اما او همچنین به شدت در بهداشت و آموزش مشارکت داشت.